# Шимон Каташек
Шимон Каташек (пол. Szymon Kataszek; 4 липня 1898, Варшава, Російська імперія — 22 травня 1943, Варшава, Генеральна губернія) — польський композитор, піаніст, аранжувальник, джазмен, піонер польського джазу.

## Біографія
У 1910—1914 році навчався грі на фортепіано у варшавській консерваторії, але повний курс не закінчив. Під час навчання познайомився зі Зигмунтом Карасинським. Створив з ним дует, який спочатку виступав у варшавських кінотеатрах, потім давав виїзні концерти у Берліні та Парижі.
Під час Першої світової війни добровольцем вступив до польської військової організації, потім у Легіони польські. Через малолітній вік був відрахований з армії у 1915 році. Став заробляти тапером. Після окупації німцями Варшави у серпні 1915 року працював ресторанним музикантом. Після закінчення війни працював музикантом у Варшавському міському оркестрі, потім брав участь у боях під час радянсько-польської війни 1920—1921 років. Після закінчення війни у пошуках роботи переїхав до Вільного міста Данциг, потім до Берліна, звідки досить швидко повернувся до Польщі.
У 1922 році почав виступати у варшавському кафе-кабаре «Зем'янська». 29 листопада 1922 року почав виступати в джазовому квінтеті Зигмунта Карасинського у ресторані «Оаза». У середині 1924 року з цим квінтетом випустив перші платівки у видавництві Syrenie Record. У цей час видав перші власні твори. Спочатку гурт грав на дансингах у Театрі Сирена, потім під назвою «Jazz d'Or» у диксилендах у варшавських театрах-ревю «Морське Око», «Веселий Вечір» та «Перське Око», а також у Варшавській опері.
У 1925 році гурт переїхав до Кракова, де став виступати під назвою «Оркестр Карасинського та Каташека». У 1925—1926 роках гурт базувався у Кракові, виїжджаючи на джазові ревю до інших міст і курортів Польщі. З цим оркестром Каташек акомпанував у театральних ревю, розважальних закладах Кракова, Данцига, Сопота, у літні періоди на курортах. Часто виступали у «Будинку здоров'я» у Криниці. У 1928 році виступав у Трускавці.
У 1928 році, після концерту у Лодзінській філармонії, оркестр запросили для виступів як представника польської розважальної музики на Познанському міжнародному ярмарку 1928/29. Оркестр виступав у виставковому павільйоні-дансингу фірми Гартвіга та Канторовича. Був першим польським оркестром, який пропагував диксиленд і чиказький стиль джазу. Їх запрошували для виступів на приватних раутах, карнавальних вечорах, у будинках відомих сімейств Радзивілів, Потоцьких тощо. Також виступали на прийомах у посольствах, дипломатичних прийомах, казино.
У 1930 році поставив разом з оркестром музичне танцювально-комічне шоу у Café George у Варшаві. У 1931 році створив низку творів для соліста Адама Вінського (Астона) на замовлення варшавської філії видавництва Columbia. Виступав у радіопередачах, які пропагували польську літературу. У 1934 році за контрактом з видавництвом Lonora записали кілька танцювальних творів.
У 1930-х роках був директором музичної агенції при Громадському посередницькому бюро Профспілки музикантів Польської Республіки. Також був одним з найстаріших членів Артистичного товариства «ZAiKS».
У 1935 році оркестр вирушив у річне турне Європою та Близьким Сходом. Каташек, разом з Карасинським й оркестром з 12 виконавців, виїхав до Палестини. З початку березня проходили концерти спеціально створеної програми музичного ревю у Тель-Авіві. Потім пройшли виступи у Єгипті, Сирії, Дамаску, Лівані, Індії, Румунії, Болгарії та Греції. Турне отримало численні захоплені відгуки у світовій пресі, які підкреслювали польськість оркестру та його репертуару. Наприкінці 1936 року виступали на новорічному балу у закопанській «Ящірці». У час, що залишився до Другої світової війни, виступав у танцювальних залах «Tabarin» (Лодзь), «Bagatel» і «Casino de Paris» (обидва Львів), «Cyganeriya» (Краків). Грав на балах «Пані вдома», «Політехніка своїй Варшаві», «Грузинський бал».
У 1938 році Каташек організував у Варшаві Великий фестиваль легкої музики, участь в якому взяли десять найвідоміших польських джазових оркестрів, які налічували 80 музикантів.
Початок Другої світової війни Каташек зустрів у Львові. Після приєднання Західної України до СРСР керував розважальною програмою у клубі «Imperial». Коли почалася Велика Вітчизняна війна, Каташек не зміг евакуюватися на схід і повернувся до Варшави. Там його заарештували й ув'язнили у Варшавське гетто, де диригував оркестром при Службі дотримання порядку, який складався з 30 музикантів. Коли почалося висилання ув'язнених гетто до Белжеця та Треблінки, Каташек втік до Львова, де ховався на «арійській» стороні міста. Був упізнаний одним з офіцерів СС, який раніше служив у Варшавському гетто, і був ув'язнений до варшавської в'язниці Павяк. Розстріляно під час однієї з розправ ув'язнених Павяка.

## Музика для кіно та постановок
Автор музики перших польських чарльстонів, фокстротів, шиммі-фоксів, вальс-бостонів, слоуфоксів.
У 1931 році написав музику до фільму Юліуша Гардана «Серце на вулиці» (пол. Serce na ulicy). Бостон із цього фільму став шлягером.
У 1931 році у співавторстві з Тадеушем Горжинським написав пісні та музику до фільму Олександра Форда «Легіон вулиці» (пол. Legion ulicy).
У 1932 році написав у співавторстві із Зигмунтом Карасинським музику до пригодницького фільму Вацлава Серафіновича «Остання витівка» (пол. Ostatnia eskapada).
У 1933 році написав у співавторстві із Зигмунтом Карасинським музику до першої польської музичної кіно оперети Мечислава Кравіча та Януша Варнецького «Кожен може кохати» (пол. Każdemu wolno kochać).
Написане ним у 1932 році танго «Czemuś o mnie zapomniał» отримало першу нагороду на музичному конкурсі, організованому в театрі «Morskie Oko» фірмою «Syrene Record» та Спілкою сценічних авторів і композиторів.
У 1931 році він виступав як диригент оркестру 1-го полку шеволеджерів при виконанні створеного ним на честь генерала Болеслава Веняви-Длугошовського «Великого маршу».
Його пісні виконували, серед інших, такі відомі артисти, як-от: Адам Астон, хор «Дана», Мечислав Фогг, Адольф Димша, Люцина Мессаль, Нора Ней, Зула Погоржельська, Міра Зіміньська й інші.

### Твори
- 1929 — «Suchard» танго. Співавтор — Зигмунт Карасинський[pl]. Слова — Януш Сьмеховский[14].
- 1929 — «Don Fernando». Співавтор — Зигмунт Карасинський. Слова — Анджей Власт[15].
- 1930 — «Wielki marsz» урочистий фінал ревю «Tańcowały dwa Michały» у театрі «Wesoły Wieczór». Слова — Ян Бжехва. Аранжування — Владислав Эйгер[16].
- 1930 — «Szkarłatna róża» вальс-бостон. Слова — Анджей Власт[17].
- 1931 — «Zapuszcza brodę» слоуфокс з ревю «Румба-румба» у театрі «Wesołe-Oko». Слова — Ян Бжехва[18].
- 1931 — «Serce na ulicy» вальс-бостон з фільму Серце на вулиці[pl]. Слова — Конрад Том[19].
- 1931 — «Jeden raz…» вальс-бостон. Слова — Януш Варнецький[20].
- 1931 — «Citroën» слоуфокс. Співавтор — Зигмунт Карасинський. Слова — Віктор Фредвальд[21].
- 1932 — «Czemuś o mnie zapomniała» танго. Співавтор — Зигмунт Карасинський. Слова — Анджей Власт[22].
- 1932 — «Twe oczy piwne». Слова — Валерій Ястжембець-Рудницький[pl][23].
- 1932 — «Tango Lopka» танго. Слова — Анджей Власт[24].
- 1932 — «Nim pocałujesz mnie…» вальс. Слова — Ежи Риба[pl][25].
- 1932 — «Przy stoliku w Ziemiańskiej» танго. Співавтор — Зигмунт Карасинський. Слова — Людвик Шмарагд[26].
- 1932 — «Na to jest Ciechocinek» танго. Автор музики — Зигмунт Карасинський. Слова — Шимон Каташек[27].
- 1932 — «Na bezludnej wyspie» гавайський вальс. Співавтор — Зигмунт Карасинський. Слова — Ян Станіслав Лаврусевич[28].
- 1933 — «Wiosna» танго. Слова — Людвик Шмарагд[29].
- 1933 — «Już więcej nic nie pragnę» танго. Слова — Ежи Риба[30].
- 1933 — «Ourson» фокстрот. Слова — Віктор Фредвальд[31].
- 1933 — «Czemuś o mnie zapomniał?» танго. Слова — Анджей Власт. Аранжування — Іво Весбі[en][32].
- 1934 — «Twe usta kłamią…» танго. Слова — Анджей Власт[33].
- 1934 — «Jeżeli kochać, to tylko ciebie!» танго. Слова — Людвик Шмарагд[34].
- 1934 — «To tango jest dla mojej matki» танго. Слова — Зенон Фридвальд[en][35].
- 1934 — «O donna Marja!» танго. Слова — Вітольд Рихтер[36].
- 1935 — «Chcę właśnie Ciebie» танго. Слова — Фелікс Себастьян[37].
- 1937 — «Złota pieśń» вальс-канцона. Слова — Вацлав Стемпень[pl]. Аранжування — Іво Весбі[38].
- ? — «Na falach Brdy» вальс. Співавтор — Зигмунт Карасинський[39].
- ? — «Chevroletka zgrabna jak kobietka» фокстрот. Співавтор — Зигмунт Карасинський. Слова — Анджей Власт[40].
- ? — «A ile mi dasz?» шимми-фокс. Слова — Анджей Власт[41].
- ? — «Spotkamy się na Nowym Świecie!» шимми-фокс. Співавтор — Зигмунт Карасинський. Слова — Анджей Власт[42].
- ? — «O Dolores!» фокстрот. Соавтор — Зигмунт Карасинський. Слова — Анджей Власт. Аранжування — Генрик Варс[43].
- ? — «Abram, ja ci zagram» фокстрот. Співавтор — Зигмунт Карасинський. Слова — Юліан Тувім[44].
- ? — «Czy pamiętasz tę noc w Zakopanem» танго. Співавтор — Зигмунт Карасинський. Слова — Александр Єллін[pl][45].
- ? — «Czy pani mieszka sama?»[pl]. Співавтор — Зигмунт Карасинський. Слова — Анджей Власт[46].
- ? — «Witaj Warszawo». Слова — Людвик Шмарагд[47].